# Camille Montagne
Jean Pierre François  Camille Montagne (Vaudois, Seine-et-Marne, 15 de fevereiro de 1784 – Paris, 5 de dezembro de 1866) foi um naturalista e micologista francês.  